# Ekaterina Koroleva
Ekaterina Koroleva dite Katja Koroleva, née le 30 novembre 1987 à Novossibirsk en Union soviétique, est une arbitre américaine de soccer.

## Carrière
Katja Koroleva officie au niveau national en National Women's Soccer League (arbitrant notamment la finale en 2015) et en United Soccer League.
Au niveau international, elle arbitre lors des Jeux panaméricains de 2015, de la Coupe du monde féminine de football des moins de 17 ans 2016, de la Coupe du monde féminine de football des moins de 17 ans 2018, du Championnat de la CONCACAF des moins de 20 ans 2018 et de la Coupe du monde féminine de football 2019.